# Slightly Magic
Slightly Magic è un videogioco pubblicato a partire dal 1991 per gli home computer Amiga, Amstrad CPC, Atari ST, Commodore 64 e ZX Spectrum dalla Codemasters, in edizione economica. È un'avventura dinamica a piattaforme con personaggi in stile cartone animato, simile alla serie di Dizzy della Codemasters, ma con un protagonista capace di usare la magia. Venne ideato e programmato originariamente per ZX Spectrum da Colin Jones, reduce dal successo di Rock Star Ate My Hamster, di genere molto differente. Slightly Magic nella versione per ZX Spectrum ottenne giudizi molto buoni dalla stampa di settore britannica. La versione Amstrad CPC uscì per la prima volta all'interno della raccolta Cartoon Collection e solo dopo ebbe anche una pubblicazione autonoma.
Venne iniziata la lavorazione di un seguito, intitolato Slightly Spooky, e Colin Jones sostiene di aver completato la versione Amiga, ma il progetto fu abbandonato.
Molti anni dopo, a partire dal 2014, sono uscite conversioni ufficiali e commerciali di Slightly Magic per computer moderni e dispositivi mobili, nonché per la console Ouya, riprogrammate da Colin Jones con l'ambiente di sviluppo Construct 2, mantenendo la grafica originale delle versioni a 8 bit con piccole migliorie. Dal 2016 le versioni per computer moderni sono disponibili anche su Steam.

## Trama
Il giovane apprendista Slightly (che in inglese significa "leggermente") è rimasto solo nel caotico laboratorio del castello di suo zio, un mago esperto che si è dovuto assentare. Tocca perciò a Slightly salvare la principessa Croak, una donna-rana che è stata rapita dal "drago scottato dal sole". Slightly inizialmente non ha poteri e deve imparare a usare diversi incantesimi. L'avventura si svolge dentro edifici medievali, foreste stregate, la caverna del drago e anche in cielo e sott'acqua.

## Modalità di gioco
L'ambiente di gioco è un labirinto multischermo a piattaforme con visuale di profilo. Slightly può camminare in orizzontale, saltare, accucciarsi, raccogliere e trasportare un numero limitato di oggetti e incantesimi. Può utilizzare o lasciare a terra ciò che possiede, tramite un inventario a menù testuale, per risolvere i numerosi problemi dell'avventura.
Si incontrano diversi personaggi con cui interagire, ad esempio piccoli draghi che lasciano passare Slightly solo se lui gli porta ciò che desiderano. Vari tipi di pericoli fanno perdere una vita oppure riducono l'energia se toccati: oggetti come spine, fiamme e bucce di banana e creature nemiche come fantasmi e pipistrelli.
Gli incantesimi vengono trovati e raccolti come se fossero oggetti, ma prima di poterli utilizzare è necessario raggiungere il libro e la bacchetta del mago. Ogni incantesimo richiede inoltre un particolare oggetto come ingrediente per funzionare. Ci sono incantesimi con effetti permanenti sul mondo esterno e incantesimi che conferiscono abilità temporanee a Slightly stesso, tra le quali trasformarsi in un pesce o in un uccello per poter nuotare sott'acqua o volare. Le abilità temporanee consumano anche una barra dell'energia magica, da ricaricare raccogliendo le stelle sparse in giro; la raccolta di 20 stelle fa anche vincere una vita.